# Бейнс, Томас
Томас Бейнс (англ. Thomas Baines; 1820—1875) — английский художник и путешественник.

## Биография
Родился в 1822 году в английском городе Кингс-Линн (графство Норфолк). В 1848—1851 годах сопровождал английские войска в походе против кафров в южной Африке. Некоторое время он работал в Кейптауне в качестве художника-живописца и портретиста. В 1855—1856 годах принимал участие в экспедиции Грегори в северную Австралию. В 1858—1861 годах вместе с Ливингстоном объездил область реки Замбези в Африке. В 1861—1862 годах вместе с Чэпменом из Китового залива прошёл к озеру Нгами и к водопаду Виктории на реке Замбези. В 1869 году с геологом Нельсоном исследовал золотые россыпи стран Тати и Матабеле. Умер на пути туда же в 1875 году от дизентерии.
Многие из его картин хранятся в Национальной библиотеке Австралии, Национальном архиве Зимбабве, Национальном морском музее, Библиотеке Брентхерста и Королевском географическом обществе.

## Труды
- «Explorations in South Western Africa» (Лондон, 1864).
- «Goldregions of South-Eastern Africa» (Лондон, 1877).

Кроме того, им исполнены иллюстрации к описанию путешествий Ливингстона.
- Автопортрет в возрасте 38 лет. William Fehr Collection
- Дерево баобаба, Южная Африка. Акварель, 29 декабря 1861 года
- Томас Бейнс с аборигенами рядом с устьем Виктории, Северная территория, 1857: масло на холсте; 45 x 65,5 см. Национальная библиотека Австралии.

## Эпонимы
- Бэнс-Ривер — река на северо-западе Австралии.